# خلیج پلتنبرگ
خلیج پلِتِنْبِرگ (به لاتین: Plettenberg Bay) شهرکی ساحلی در آفریقای جنوبی است که در استان کیپ غربی واقع شده‌است. خلیج پلتنبرگ ۳۹٫۷ کیلومتر مربع مساحت و ۳۱٬۸۰۴ نفر جمعیت دارد.